# Shamokin Dam, Pennsylvania
Shamokin Dam là một thị trấn thuộc quận Snyder, tiểu bang Pennsylvania, Hoa Kỳ. Năm 2010, dân số của thị trấn này là 1686 người.